# Mistrzostwa Świata w Snowboardzie 1996
Mistrzostwa Świata w Snowboardzie 1996 były to pierwsze w historii mistrzostwa świata w snowboardzie. Odbyły się w austriackim mieście Lienz w dniach 24 – 28 stycznia 1996 r.

## Wyniki

### Mężczyźni

#### Gigant
- Data: 27 stycznia 1996

| Medal | Zawodnik           | Narodowość        |
| ----- | ------------------ | ----------------- |
|       | Jeff Greenwood     | Stany Zjednoczone |
|       | Mike Jacoby        | Stany Zjednoczone |
|       | Helmut Pramstaller | Austria           |
| 4     | Damien Vigroux     | Francja           |
| 5     | Ulf Maard          | Szwecja           |
| 6     | Dieter Moherndl    | Niemcy            |
| 7     | Xavier Rolland     | Francja           |
| 8     | Thomas Prugger     | Włochy            |

#### Slalom równoległy
- Data: 28 stycznia 1996

| Medal | Zawodnik           | Narodowość |
| ----- | ------------------ | ---------- |
|       | Ivo Rudiferia      | Włochy     |
|       | Rainer Krug        | Niemcy     |
|       | Helmut Pramstaller | Austria    |
| 4     | Ulf Maard          | Szwecja    |
| 5     | Damien Vigroux     | Francja    |
| 6     | Stefan Kaltschütz  | Austria    |
| 7     | Dieter Moherndl    | Niemcy     |
| 8     | Thomas Prugger     | Włochy     |
| ...   |                    |            |
| 32    | Piotr Maruszewski  | Polska     |

#### Halfpipe
- Data: 24 stycznia 1996

| Medal | Zawodnik        | Narodowość        |
| ----- | --------------- | ----------------- |
|       | Ross Powers     | Stany Zjednoczone |
|       | Lael Gregory    | Stany Zjednoczone |
|       | Rob Kingwill    | Stany Zjednoczone |
| 4     | Henrik Jansson  | Szwecja           |
| 5     | Rueben Kambeitz | Kanada            |
| 6     | Dan Smith       | Stany Zjednoczone |
| 7     | Anders Lönn     | Szwecja           |
| 8     | Ivan Zeller     | Szwajcaria        |

### Kobiety

#### Gigant
- Data: 26 stycznia 1996

| Medal | Zawodniczka      | Narodowość        |
| ----- | ---------------- | ----------------- |
|       | Karine Ruby      | Francja           |
|       | Manuela Riegler  | Austria           |
|       | Sondra van Ert   | Stany Zjednoczone |
| 4     | Ursula Fingerlos | Austria           |
| 5     | Birgit Herbert   | Austria           |
| 6     | Amalie Kulawik   | Niemcy            |
| 7     | Marion Posch     | Włochy            |
| 8     | Lidia Trettel    | Włochy            |

#### Slalom równoległy
- Data: 28 stycznia 1996

| Medal | Zawodniczka      | Narodowość        |
| ----- | ---------------- | ----------------- |
|       | Marion Posch     | Włochy            |
|       | Marcella Boerma  | Holandia          |
|       | Sondra van Ert   | Stany Zjednoczone |
| 4     | Heidi Renoth     | Niemcy            |
| 5     | Steffi Prentl    | Niemcy            |
| 6     | Amalie Kulawik   | Niemcy            |
| 7     | Isabel Zedlacher | Austria           |
| 8     | Stacia Hookom    | Stany Zjednoczone |

#### Halfpipe
- Data: 24 stycznia 1996

| Medal | Zawodniczka           | Narodowość        |
| ----- | --------------------- | ----------------- |
|       | Carolien van Kilsdonk | Holandia          |
|       | Annemarie Uliasz      | Stany Zjednoczone |
|       | Cammy Potter          | Stany Zjednoczone |
| 4     | Stacey Burke          | Kanada            |
| 5     | Candice Drouin        | Kanada            |
| 6     | Lynn Ott              | Stany Zjednoczone |
| 7     | Chizuko Tsutsumi      | Japonia           |
| 8     | Alessandra Pescosta   | Włochy            |

## Klasyfikacja medalowa
| Miejsce | Państwo           |   |   |   | Razem |
| ------- | ----------------- | - | - | - | ----- |
| 1.      | Stany Zjednoczone | 2 | 3 | 4 | 9     |
| 2.      | Włochy            | 2 | 0 | 0 | 2     |
| 3.      | Holandia          | 1 | 1 | 0 | 2     |
| 4.      | Francja           | 1 | 0 | 0 | 1     |
| 5.      | Austria           | 0 | 1 | 2 | 3     |
| 6.      | Niemcy            | 0 | 1 | 0 | 1     |